# Pächer
Pächer oder Pecher ist ein Familien-, Berufs- und Örtlichkeitsname.

## Familienname
Als derzeit älteste urkundliche Erwähnungen gelten die Namensträger
1. Katherina Pächer Beroth Praestes zu Mainz (13. Jahrhundert)
2. Kuon Pächer Komtur zu Frankenfeld (1343) und
3. Armleder Pächer Ratsherr zu Werda (1424).

Ein Schwerpunkt der Namenshäufigkeit lag vor dem Zweiten Weltkrieg in West-Böhmen (böhmisches Vogtland). Der Name Pächer mit “ä” findet sich im 18. und 19. Jahrhundert insbesondere im Bereich Graslitz/Hochgarth wieder, während im nordöstlich angrenzenden Bereich Eger die Schreibweise Pecher mit “e” eindeutig dominierte. Diese Gebiete gehören heute zu Tschechien.
Die heute in Bayern vorhandene Konzentration des Namens Pächer ist auf die Vertreibung aus Böhmen nach dem Ende des Zweiten Weltkrieges zurückzuführen.
Aktuell sind Konzentrationen des Namens im Nordrhein-Westfalen um Dortmund und in Hessen um Kassel hervorzuheben. Namensvarianten sind
- Eberspächer
- Gaißpächer (16. Jahrhundert)
- Pächermann
- Reitenpächer (19. Jahrhundert)

## Berufsname
Als Tätigkeitsbezeichnung (Beruf) beschreibt Pächer (Pêcher) den Pechkocher, Pechbrenner bzw. Harzscharrer.

## Örtlichkeitsname
Als Örtlichkeitsname wird dem Namen Pächer der Bach zugeschieden und als Variante von Bächer/Becher angesehen.